# Ulrik le Fevre
Ulrik le Fevre (* 25. Juni 1946 in Vejle; † 24. Februar 2024 in Dänemark) war ein dänischer Fußballspieler. Der Offensivspieler war der erste Däne, der in drei Ländern (Dänemark, Deutschland und Belgien) Meister wurde. In Deutschland erzielte er 1971 das erste Tor des Jahres.

## Laufbahn
Der linke Flügelstürmer, der im rechten Fuß den stärkeren Schuss hatte, kam im Sommer 1969 von dem dänischen Erstligisten Vejle BK zu Borussia Mönchengladbach zu Trainer Hennes Weisweiler. Weisweiler hatte den Stürmer schon länger im Auge, doch erst im Sommer 1969 hatte le Fevre sein Staatsexamen als Mittelschullehrer erfolgreich abgelegt und konnte in den Profifußball wechseln. In seiner Debütsaison in der Bundesliga, 1969/70, gewann le Fevre mit Mönchengladbach die erste deutsche Meisterschaft der Borussia. Dazu hatte er in 29 Ligaspielen acht Tore erzielt. Am 25. Februar 1970 war le Fevre auch beim Spiel in Tel Aviv (0:6) gegen die israelische Nationalmannschaft dabei. Nach Abschluss der Bundesligasaison trat er mit dem neuen deutschen Meister bei seinem Heimatclub Vejle BK (2:2) an.
Er spielte von 1969 bis 1972 für Borussia Mönchengladbach in der Fußball-Bundesliga. Mit der Borussia wurde der Stürmer 1970 und 1971 Deutscher Meister. Le Fevre wird als sehr schneller Außenstürmer, mit Geschick in der Ballan- und -mitnahme, aus der Tiefe des Raumes mit schnörkellosen Sololäufen und Ruhe im Abschluss kommend, beschrieben. Er kam in den drei Saisons in Gladbach auf 90 Spiele und erzielte dabei 21 Tore. In den Meisterjahren 1970 und 1971 spielte er im Angriff an der Seite von Herbert Wimmer, Horst Köppel, Herbert Laumen und Jupp Heynckes. Der Linksaußen erzielte am 20. Oktober 1971 beim legendären Büchsenwurfspiel gegen Inter Mailand zwei Tore beim 7:1-Erfolg der Gladbacher. Le Fevre kam auch in den zwei anderen Spielen am 3. November 1971 in Mailand (2:4) und am 1. Dezember 1971 in Berlin (0:0) auf Linksaußen zum Einsatz. Er war der erste Däne, der für Gladbach spielte. Nach der Runde 1971/72, der Angreifer hatte in 30 Ligaspielen zehn Tore erzielt und die Borussia hatte den 3. Rang belegt, verabschiedete sich le Fevre mit dem letzten Rundenspiel am 28. Juni 1972 gegen Werder Bremen (2:2) aus Gladbach und der Bundesliga. Ab der Saison 1972/73 kamen mit dem Mittelstürmer Henning Jensen und Allan Simonsen die nächsten Dänen zu Mönchengladbach. Ulrik le Fevre spielte ab dieser Saison für den FC Brügge.
In Brügge spielte le Fevre von 1972 bis 1977. In der Meisterschaft absolvierte er 143 Ligaspiele und erzielte dabei 34 Tore. Er gewann mit den Blau-Schwarzen 1973, 1976 und 1977 die belgische Meisterschaft und 1977 auch den Pokal. Im Europapokal der Landesmeister 1973/74 setzte sich Brügge mit le Fevre und Rolf Rüssmann in der ersten Runde mit 8:0 und 2:0 gegen FC Floriana durch, um dann nach einem 2:1-Heimerfolg am 24. Oktober durch eine 4:6-Niederlage am 7. November 1973 beim FC Basel sich aus dem Wettbewerb zu verabschieden. Le Fevres international vielleicht größter Erfolg gelang in der Saison 1975/76 mit dem Erreichen des UEFA-Cup-Finales. Hier unterlag seine Mannschaft dem FC Liverpool mit einem Gesamtspielstand von 3:4. Le Fevre spielte sowohl im Hin- als auch im Rückspiel jeweils über die volle Spielzeit. Im Wettbewerb 1976/77 setzte sich Brügge gegen Steaua Bukarest (2:1, 1:1) und Real Madrid (0:0, 2:0) durch und scheitert erst im Viertelfinale an le Fevres vorherigem Club Borussia Mönchengladbach nach einem 2:2 in Düsseldorf durch eine 0:1-Heimniederlage am 16. März 1977 nach einem Kopfballtor von Wilfried Hannes in der 84. Minute. Zur Runde 1977/78 kehrte er zu Vejle BK zurück und gewann mit den Rot-Weißen die dänische Meisterschaft. Insgesamt bestritt er 156 Spiele für Vejle BK und erzielte 31 Tore.
In der dänischen Nationalmannschaft war er von 1965 bis 1976 in 37 Länderspielen aktiv und erzielte sieben Tore. Herausragend waren seine Teilnahmen an den Qualifikationsspielen zu den Fußball-Weltmeisterschaften 1966, 1970, 1974 und 1978, aber jeweils ohne Erfolg für Dänemark. Das erste WM-Qualispiel bestritt le Fevre am 1. Februar 1965 in Wrexham gegen Wales. Bei der 2:4-Niederlage spielte er an der Seite seiner Vereinskollegen Johnny Hansen, Kaj Poulsen, Ole Fritsen und Poul Bilde Jensen von Vejle BK. Bei seiner letzten Teilnahme an einem Qualifikationsspiel am 17. November 1976, einer 0:1-Niederlage gegen Portugal, wurde er in der 55. Minute für Ove Flindt Bjerg (Karlsruher SC) eingewechselt. Bei diesem Spiel waren auch noch die Bundesligaspieler Per Røntved (Werder Bremen), Ole Bjørnmose (Hamburger SV), Heino Hansen (Preußen Münster), Allan Simonsen (Borussia Mönchengladbach) und Jørgen Kristensen (Hertha BSC) für Dänemark im Einsatz.
Im Oktober 1971 schoss er als erster Ausländer das Tor des Monats, das anschließend von den Zuschauern der Sportschau zum ersten Tor des Jahres gewählt wurde.
Der dänische Sänger Michael Falch war ein großer Fan von le Fevre, und in dem Ulrik gewidmeten Lied Kære Vorherre („Lieber Herr“) singt er: „Und denk dran, es ist der mit der Nummer elf, der ich sein will…“
Nach seiner Spielerlaufbahn war le Fevre in verschiedenen Trainer- und Managementpositionen bei Vejle BK (VB) tätig und arbeitete später als Spielervermittler, wo er unter anderem Thomas Helveg und Kasper Bøgelund betreute. Le Fevre blieb bis zum Schluss ein eingefleischter VB-Fan und war steter Gast im Stadion. Er nahm regelmäßig an den Treffen der VB-Senioren teil und hatte einen Sitz im Museumskomitee. Oft war er auch Repräsentant des Vereins bei Sponsoring-Veranstaltungen u. ä.
Am 26. September 2022 wurde le Fevre in die Hall of Fame des dänischen Fußballs aufgenommen.
Ulrik le Fevre starb am 24. Februar 2024 nach langer Krankheit. Er hinterließ seine Frau Bente und die Kinder Nina, Thomas und Anne.

## Erfolge
- Deutsche Meisterschaft: 1970, 1971 (Borussia Mönchengladbach)
- Belgische Meisterschaft: 1973, 1976, 1977 (FC Brügge)
- Belgischer Pokal: 1977 (FC Brügge)
- Dänische Meisterschaft: 1978 (Vejle BK)
- Erreichen des UEFA-Cup-Finales 1976 (FC Brügge)
- Tor des Jahres: 1971